# Lamentace proroka Jeremiáše

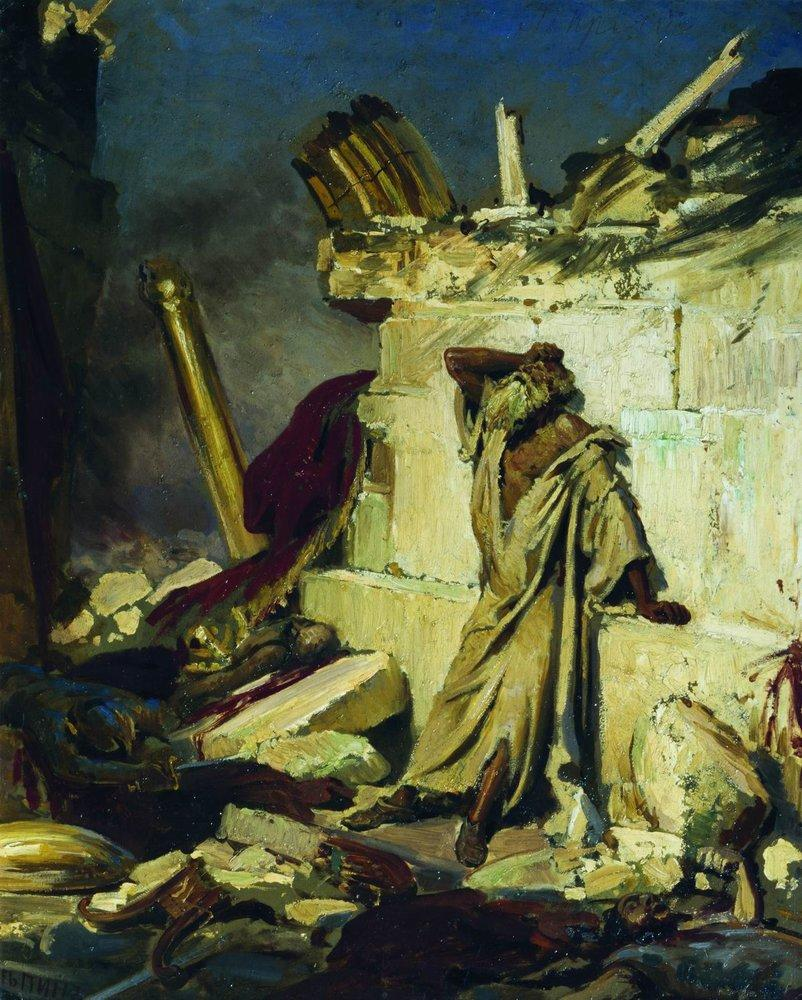
Ilja Repin: Jeremjáš naříkající nad zničením Jeruzaléma (1870)

Lamentace proroka Jeremiáše (či Pláč proroka Jeremiáše) byly zhudebněny různými skladateli na základě biblické knihy Pláč. 
Jednotlivé lekce jsou čerpány z první kapitoly knihy Pláč (Pl. 1, vv. 1-2 a Pl. 1, v. 3-5).

## Zhudebnění
Thomas Tallis, anglický hudební skladatel, zhudebnil první lekci a druhou lekci z Temných hodinek (tenebrae) na Zelený čtvrtek mezi lety 1560 a 1569: „kdy se v Anglii těšilo krátkému a výraznému rozkvětu zhudebnění čtení Svatého týdne z Knihy Jeremiášovy (praxe se na kontinentu vyvinula na počátku 15. století). Většina evropských skladatelů renesance složila polyfonní zhudebnění textu pro použití při liturgii, včetně Antoine Brumel, Thomas Crecquillon, Costanzo Festa, Marbrianus de Orto, Victoria, Palestrina, Francisco Guerrero, Francisco de Peñalosa, Ferrabosco starší, Alonso Lobo, Morales, Pierre de la Rue, Jean Mouton, Bernhard Ycart, Tinctoris, Johannes de Quadris, Bartolomeo Tromboncino, Gaspar, Francesco d'Ana, Erasmus Lapicida, Antoine de Févin, Alexander Agricola, Jacques Arcadelt a Lasques Arcadelt.

### Leçons de ténèbres
Leçons de ténèbres jsou francouzský komorní sólový styl nejslavněji reprezentovaný lekcemi a responsorii Marca-Antoina Charpentiera a Leçons de ténèbres Nicolase Berniera, Jeana Gillese, Michela Richarda Delalande, Michela Lamberta, Françoise Couperina. 
Středoevropský styl vrcholného baroka zahrnuje i sborové a orchestrální zpracování nářků skladatelů jako je Jan Dismas Zelenka.